# Mozambik na Letnich Igrzyskach Olimpijskich 2000
Mozambik na Letnich Igrzyskach Olimpijskich 2000 reprezentowało 4 zawodników, 2 mężczyzn i 2 kobiety.

## Zdobyte medale
| Medal | Zawodnik               | Dyscyplina    | Konkurencja          |
| ----- | ---------------------- | ------------- | -------------------- |
| Złoto | Maria de Lurdes Mutola | Lekkoatletyka | Bieg na 800 m kobiet |